# Piton de la Glacière
Pour les articles homonymes, voir Piton (homonymie).
Le piton de la Glacière est un sommet de montagne de l'île de La Réunion, un département d'outre-mer français dans l'océan Indien. Situé dans la commune des Trois-Bassins, il culmine à 2 496 m d'altitude.